# Patelloa oeceticola
Patelloa oeceticola är en tvåvingeart som först beskrevs av Blanchard 1963.  Patelloa oeceticola ingår i släktet Patelloa och familjen parasitflugor. Inga underarter finns listade i Catalogue of Life.